# Volta (flod)
Volta är en flod i Västafrika. Den består av tre flodgrenar – Mouhoun, Nazinon och Nakambe – under kolonialtiden oftare kallade Svarta Volta, Röda Volta och Vita Volta. Voltas längd via huvudfåran Nakambe är cirka 1 500 kilometer (även noterat som 1 300), medan totallängden via sidofåran "Svarta Volta" (som i sig är cirka 1 300 km) är längre. Flodgrenarna rinner genom Burkina Faso, förenas till en flod i Ghana och mynnar slutligen i Guineabukten öster om Accra. 
Volta är uppdämd av Akosombodammen som bildar världens största konstgjorda sjö, Voltasjön. Akosombodammen används för billig elproduktion, men dammen lagrar sediment från floden vilket har lett till att kusten kring mynningen börjat erodera.
Den franska kolonin Övre Volta fick sitt namn av floden, som i sin tur kallats Volta av portugisiska besökare.